# Karl Hagemann
Karl Hagemann (ur. 10 lipca 1941 w Greifswaldzie, zm. 10 listopada 2019 w Hagenow) – niemiecki polityk i lekarz dentysta, poseł do Volkskammer i obserwator w Parlamencie Europejskim.

## Życiorys
Syn sprzedawcy i pracownicy społecznej. W 1960 zdał egzamin maturalny w Naumburgu, następnie do 1965 studiował stomatologię na Uniwersytecie w Greifswaldzie. W 1967 obronił doktorat, uzyskał specjalizację z ortodoncji i stomatologii dziecięcej. Pracował w klinice dla młodzieży w Neubrandenburg i w szpitalu powiatowym w Hagenow. W 1990 otworzył własny gabinet.
Od 1978 należał do Unii Chrześcijańsko-Demokratycznej, od 1990 kierował jej strukturami w powiecie Hagenow. W marcu 1990 wybrano go do Volkskammer, jego mandat wygasł wraz ze zjednoczeniem Niemiec w październiku 1990. Od lutego 1991 do lipca 1994 był obserwatorem w Parlamencie Europejskim reprezentującym dawną NRD z rekomendacji frakcji CDU/CSU.

## Życie prywatne
Był ewangelikiem. Żonaty, miał jedno dziecko.